# 比利亚 (圣经地名)

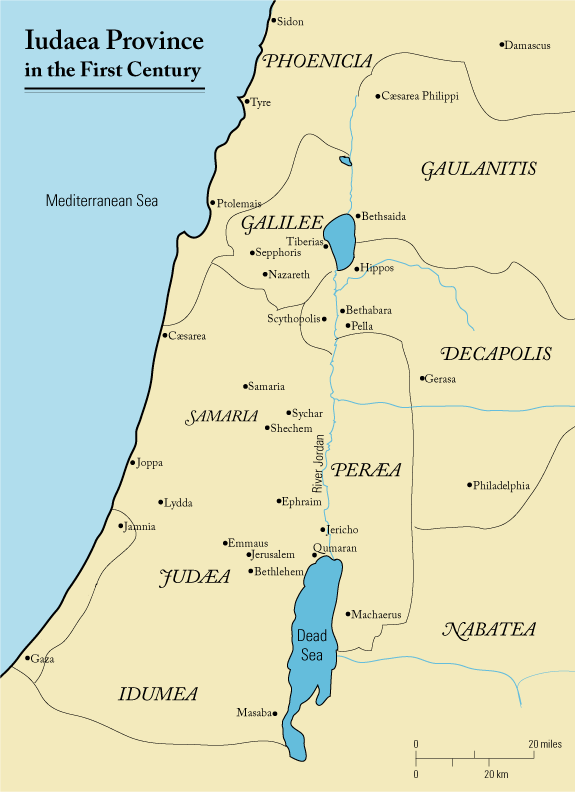
公元1世纪，比利亚（Perea）及其周围区域

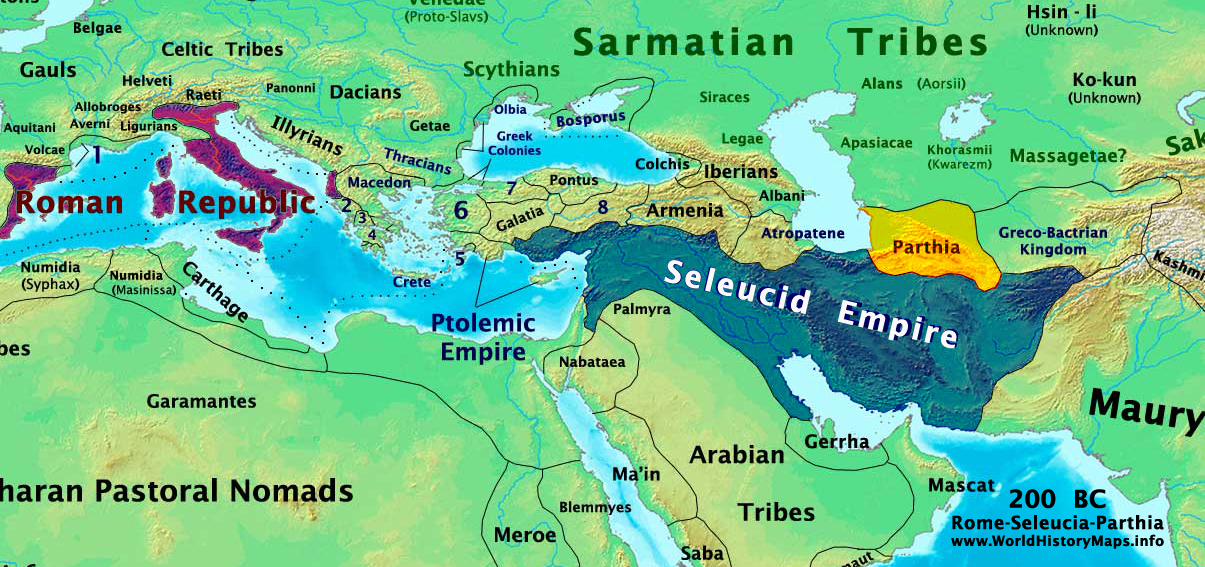
纳入托勒密王国和纳巴泰王国（公元前200年）

纳入阿拉比亚行省（106-630CE）

比利亚（希臘語：Περαία，「国家以外」），是大希律王在约旦河谷东侧占领的地区；比利亚地区的范围没有向东扩展很多。大希律王的王国留给四位继承人，希律·安提帕斯继承了比利亚和加利利地区。  在39年，希律·安提帕斯的比利亚和加利利由罗马皇帝卡利古拉封给了希律亚基帕一世。公元44年，希律亚基帕一世死后，他的王国被划分犹地亚行省和比利亚行省（比利亚第一次建省）。 

## 老普林尼和约瑟夫斯
- 公元78年，老普林尼 在他的作品《博物志》中 5(15)写道，

- 公元75年，弗拉維奧·約瑟夫斯在他的著作《犹太战争》3(3)中写道，

## 圣经中
比利亚以色列流便、迦得和东玛拿西支派生活的区域。 新约圣经注释者说耶稣的"比利亚事工"，从他离开加利利(马太福音19:1;馬可福音10:1)开始，到耶稣被伯大尼的玛利亚用香膏涂抹 (马26:6)结束。

## 哈斯蒙尼王朝兼并

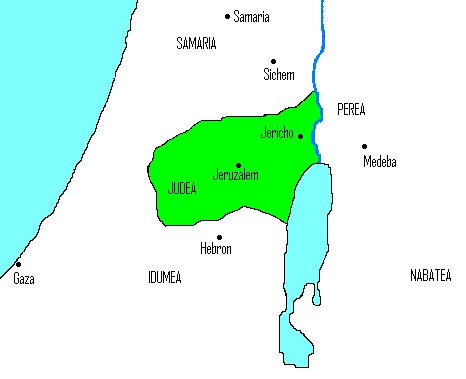
哈斯蒙尼王朝  - Hasmonean Kingdom Established 167 BCE (Judas Maccabeus)
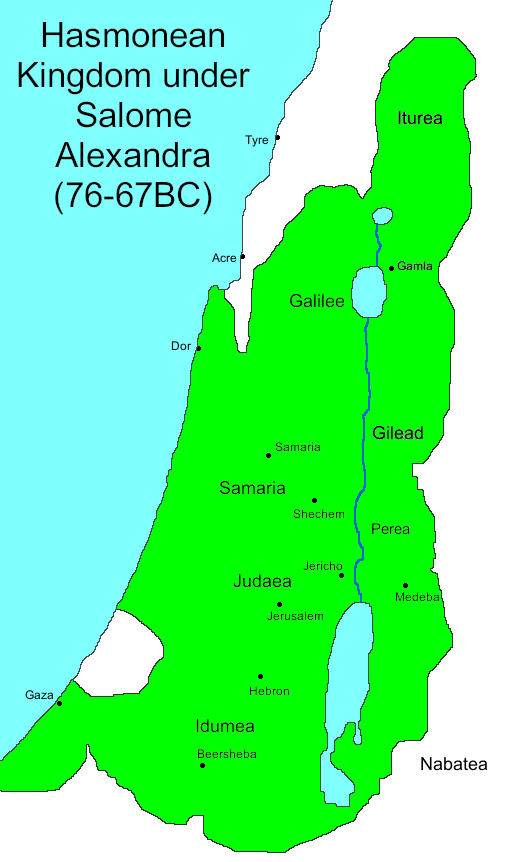
Hasmonean Kingdom Expansion
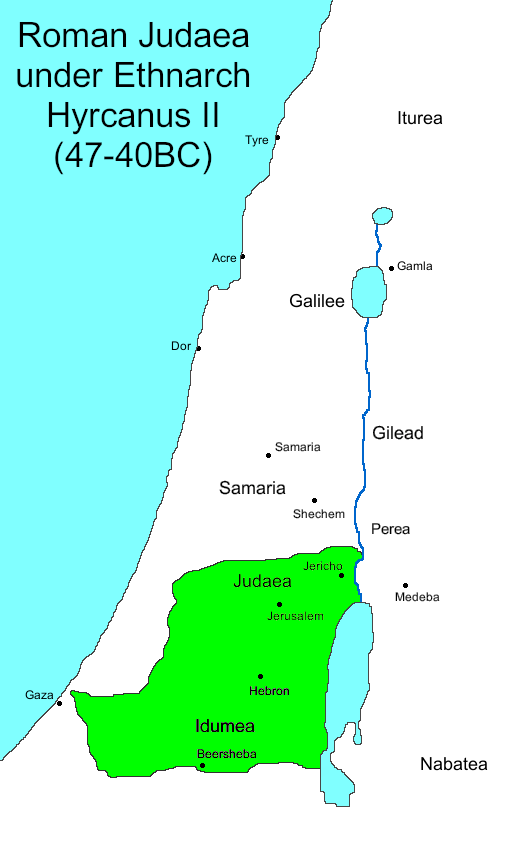
Hasmonean Kingdom Collapse 67 BCE (Hyrcanus II)
  - Hasmonean Kingdom Expansion
  - Hasmonean Kingdom Collapse 67 BCE (Hyrcanus II)

## 希律王朝兼并

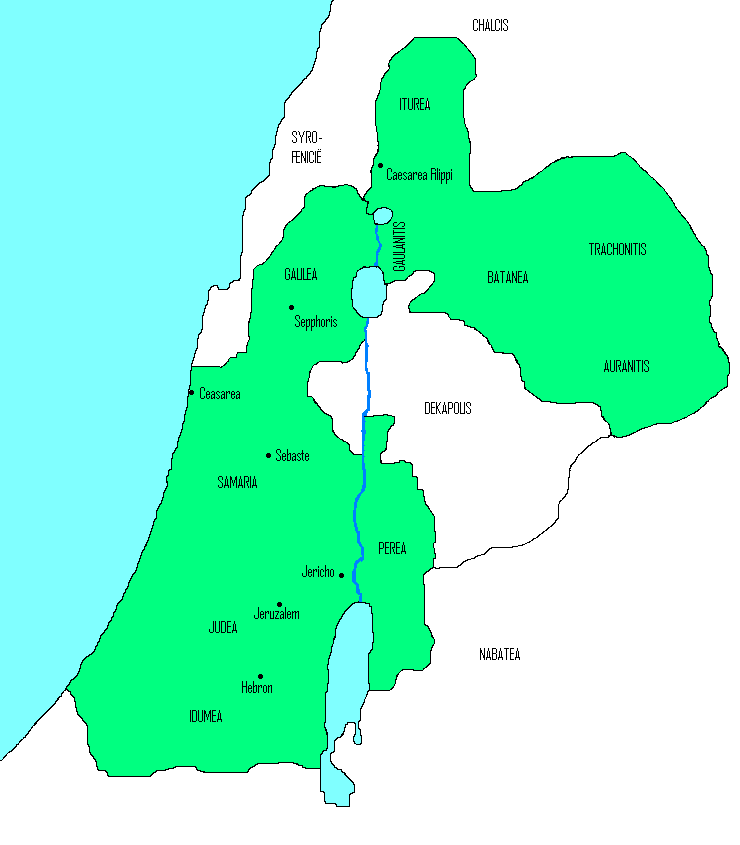
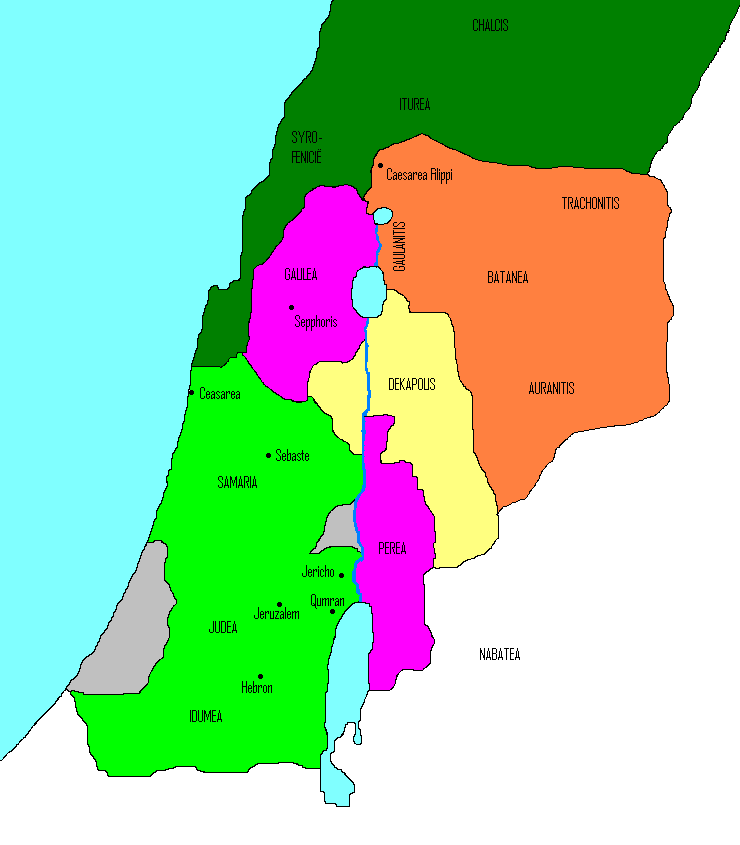
犹地亚的希律王国  - Herod's kingdom was divided between his sons
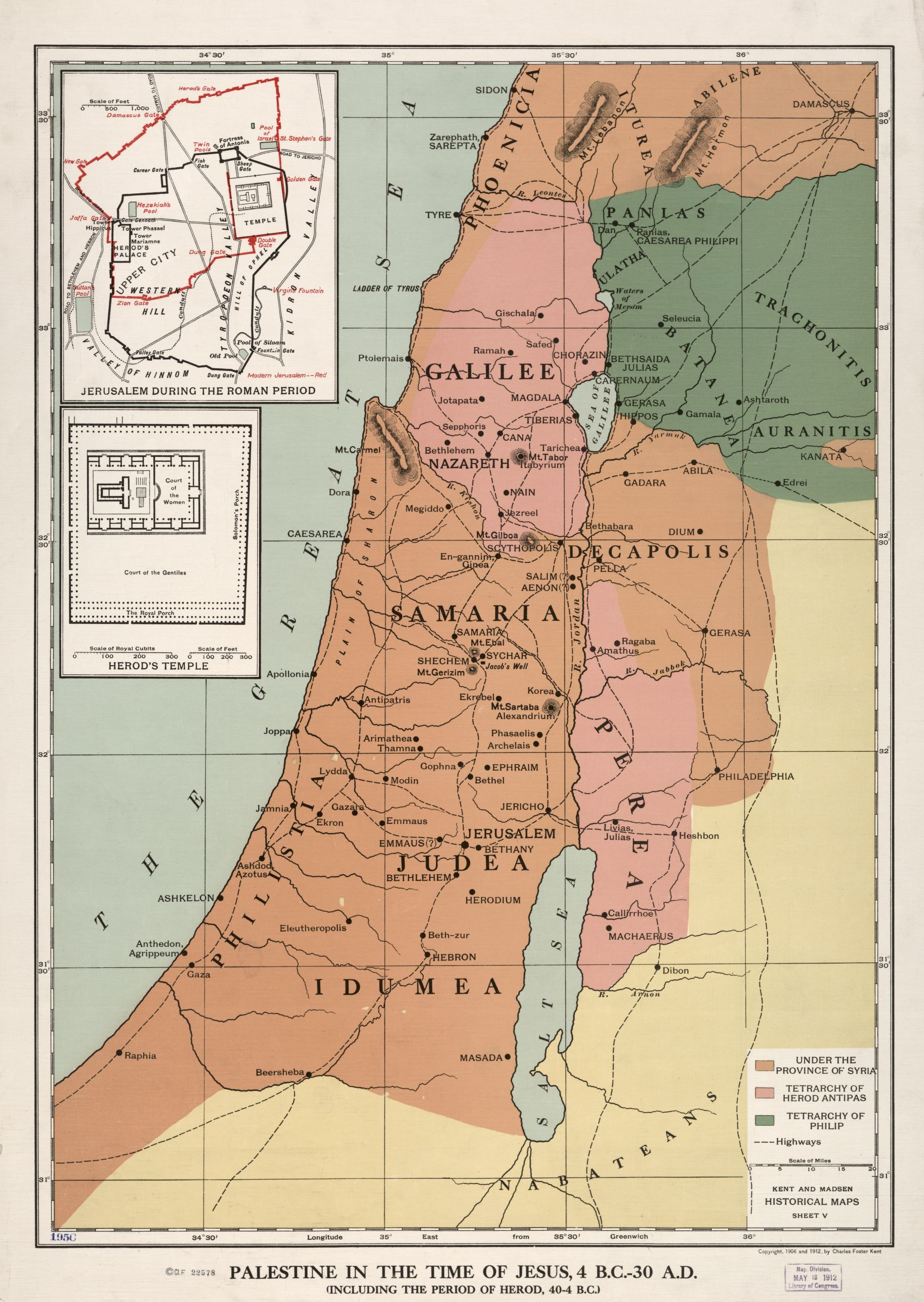
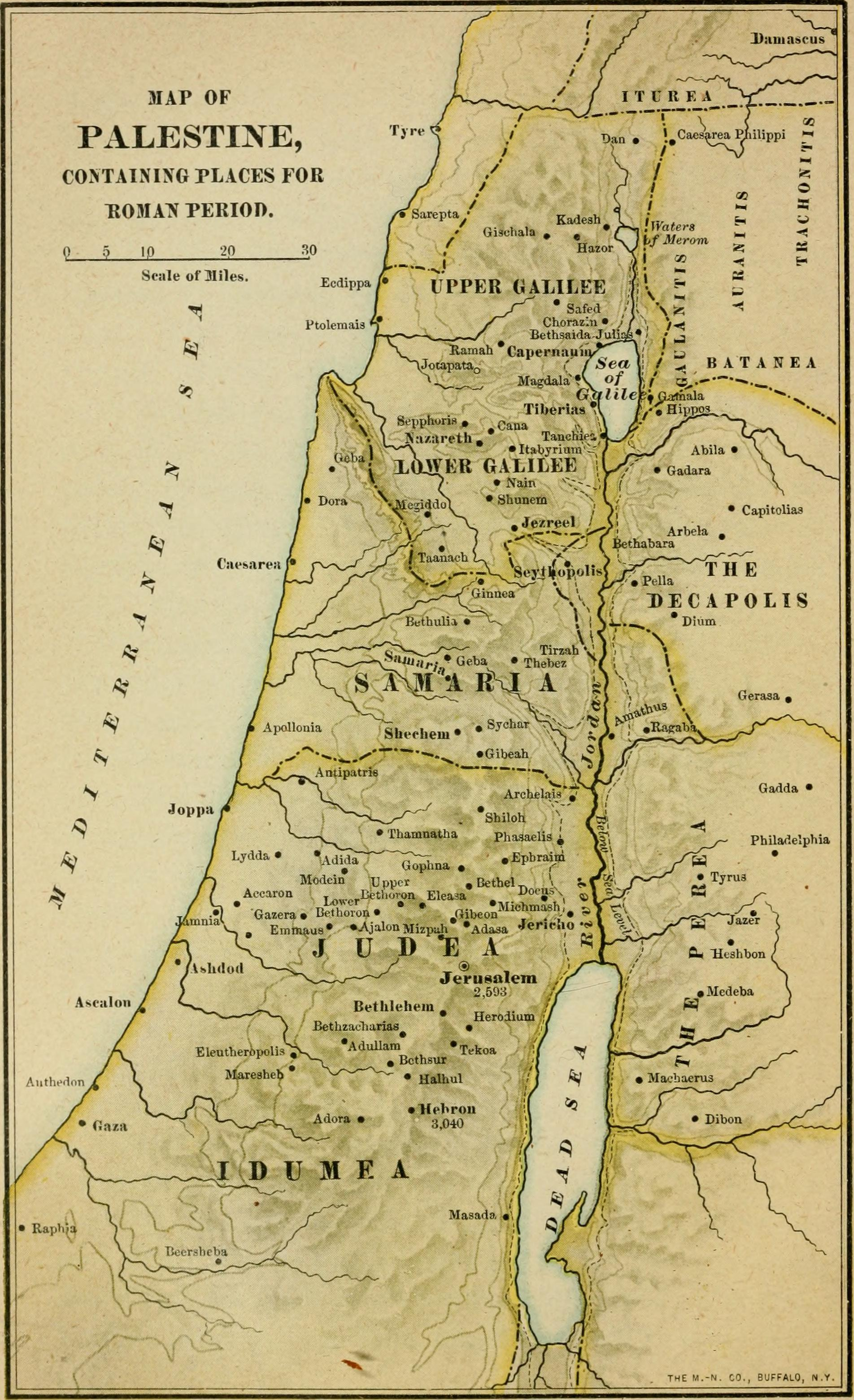
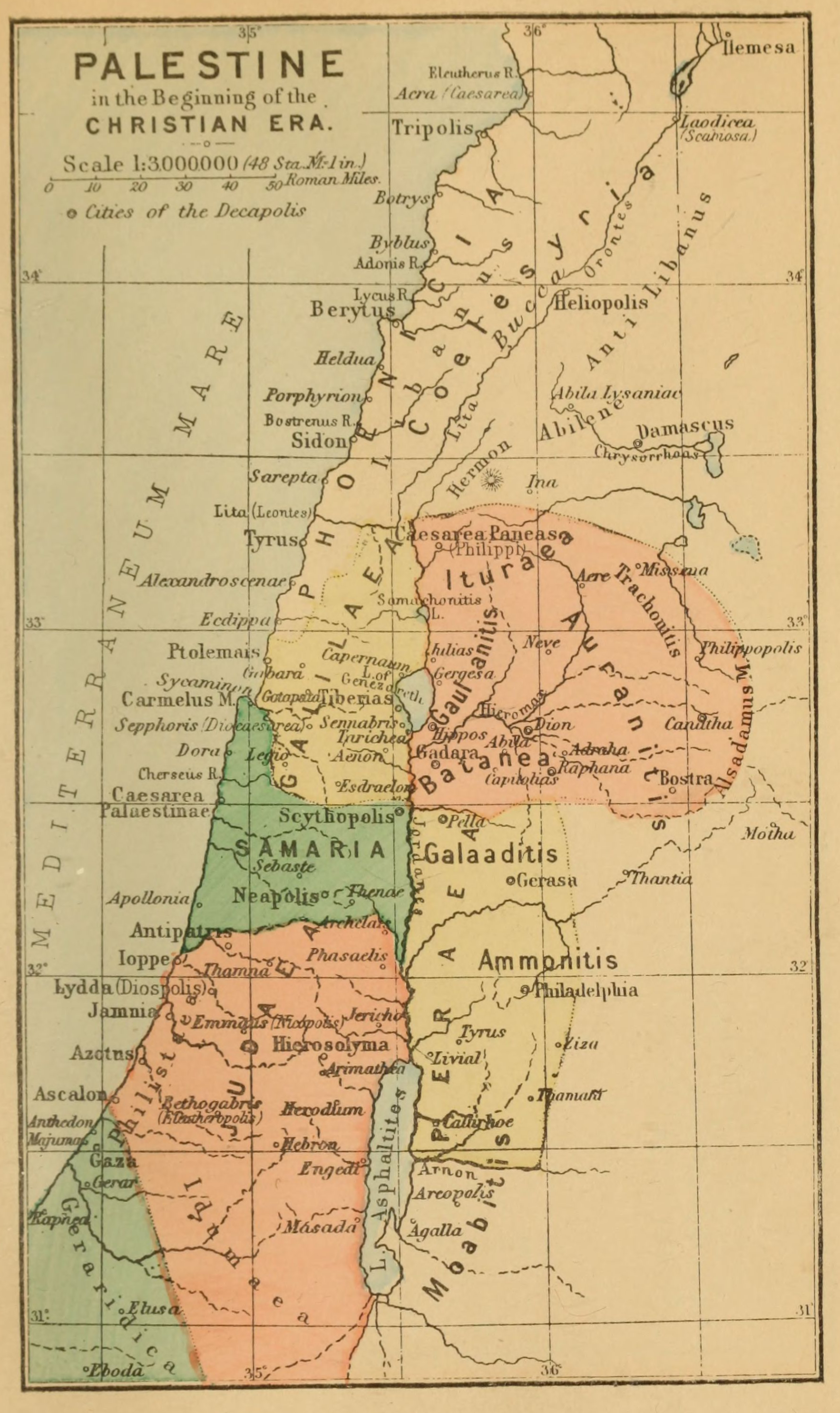

## 后来的合并

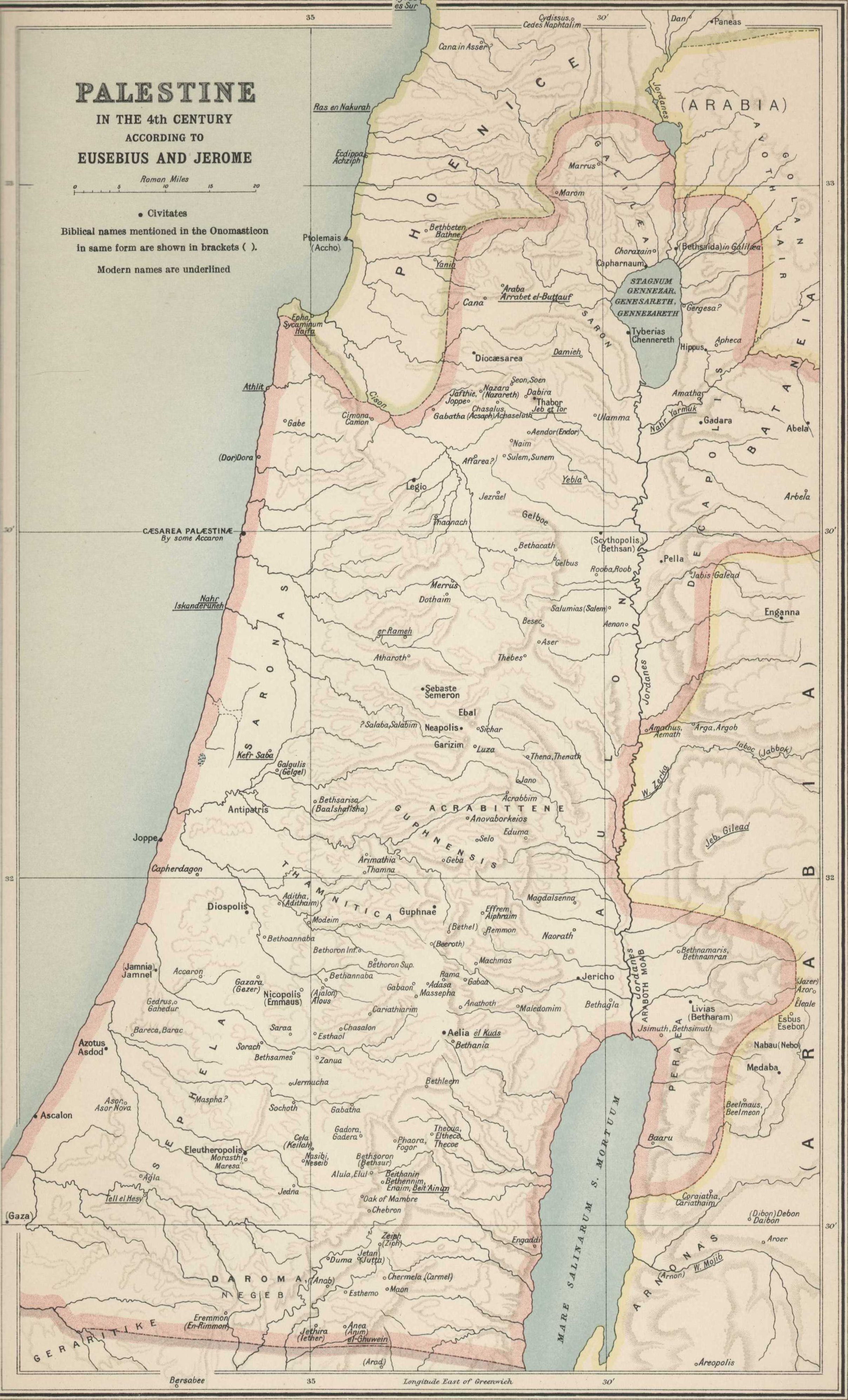
Perea in c.350 CE according to Eusebius and Jerome (map as reconstructed by George Adam Smith, 1915).
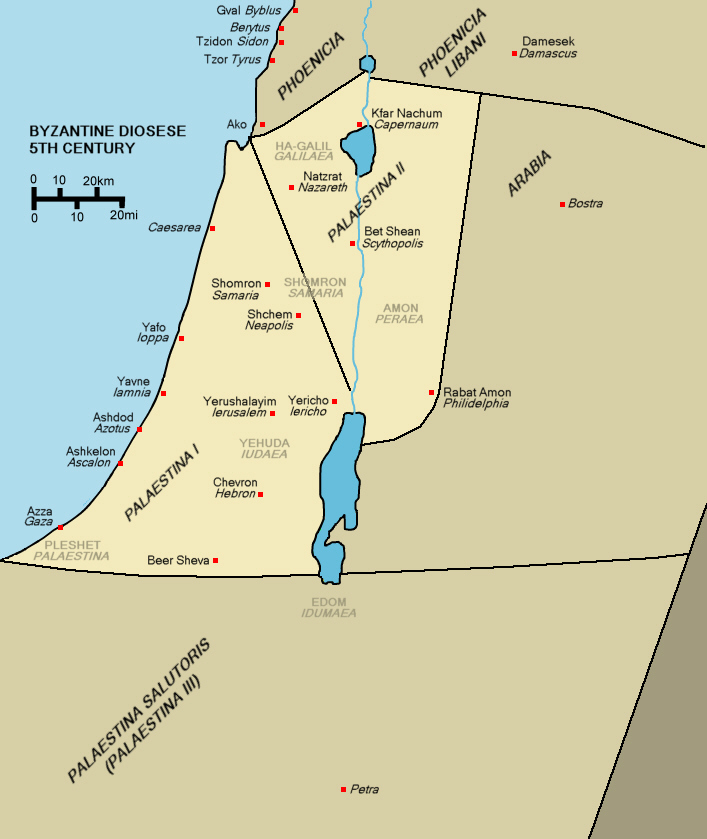

## 参看
- 外约旦
- 阿马苏斯（Amathus）
- Livias
- Machaerus